# Matt Hasselbeck
Matt Hasselbeck (Westwood, Massachusetts, Estados Unidos, 25 de septiembre de 1975) es un jugador profesional de fútbol americano de la National Football League que juega en el equipo Indianapolis Colts, en la posición de Quarterback con el número 8.

## Carrera deportiva
Matt Hasselbeck proviene de la Boston College y fue elegido en el Draft de la NFL de 1999, en la ronda número 6 con el puesto número 187 por el equipo Green Bay Packers.
Ha jugado en los equipos Green Bay Packers, Indianapolis Colts, Seattle Seahawks y Tennessee Titans.

## Estadísticas generales
| Yardas | Touchdowns | Pases completados | Ratio |
| 1591   | 9          | 148/241 (61.4%)   | 84.6  |